# Art Directors Guild
Die Art Directors Guild (ADG) ist eine US-amerikanische Gewerkschaft und Zweig der International Alliance of Theatrical Stage Employees (IATSE) von Film- und Fernsehschaffenden. Die ADG wurde am 6. Mai 1937 gegründet und hat mehr als 2000 Mitglieder. Sie vergibt seit 1996 jährlich die Auszeichnung Excellence in Production Design Award.